# Neumühlen-Dietrichsdorf
Neumühlen-Dietrichsdorf, Kiel-Neumühlen-Dietrichsdorf – dzielnica miasta Kilonia w Niemczech, w kraju związkowym Szlezwik-Holsztyn.